# Elsa & Fred
Elsa & Fred è un film statunitense del 2014 di genere commedia drammatica, diretto da Michael Radford. 
È stato prodotto da Matthias Ehrenberg, Ed Saxon, Jose Levy, Nicolas Veinberg e Rob Weston. Il film, con protagonisti Shirley MacLaine e Christopher Plummer, è stato ambientato e girato a New Orleans, ed è un remake in lingua inglese dell'omonimo film ispano-argentino del 2005. È stato l'ultimo film di George Segal. 

## Trama
Il recentemente vedovo ottantenne, Fred Barcroft, viene trasferito dalla figlia, contro la sua volontà, in un appartamento a New Orleans, accanto alla 74enne Elsa Hayes. Fred è amareggiato, si considera un realista, ma passa la maggior parte del tempo sdraiato. Elsa è una romantica volubile e vivace che sogna "la dolce vita a Roma", come vissuta da Anita Ekberg nel film La dolce vita del 1961. Nonostante i loro temperamenti e visioni della vita opposti, si innamorano.
Elsa convince Fred a uscire dal suo guscio, ma mette alla prova la sua pazienza raccontandogli diverse bugie su se stessa. Dice di essere vedova e nasconde la sua grave malattia renale, che richiede l'Emodialisi. Fred non sa se credere o meno all'affermazione di Elsa secondo cui Pablo Picasso ha realizzato un suo dipinto. Dice di averlo in una cassaforte, di cui però ha smarrito la chiave. 
Una donna di nome Laverne, si prende cura regolarmente di Fred. Quando lo vede quotidianamente, fornisce un vivace contrappunto e un commento sul suo rapporto in via di sviluppo con Elsa. Quando Fred apprende dal suo amico medico John che Elsa probabilmente sta morendo, la porta a Roma per realizzare il suo sogno di guadare (come Ekberg) la Fontana di Trevi. Sceglie di spendere i suoi soldi in questo viaggio piuttosto che investire nella dubbia impresa commerciale di suo genero. Dopo la morte di Elsa, il figlio di quest'utlima apre la cassaforte e regala a Fred il dipinto di Picasso, che Elsa gli ha lasciato in eredità.